# Баядерка (одежда)
Баядерка — плотно облегающая фигуру вязаная кофточка длиною до талии, застёгивающаяся спереди на пуговицы примерно до середины груди, оставляя глубокий мыс (вырез) открытым. Деталь женского гардероба, надевавшаяся поверх платья или блузки и распространённая в начале 1920-х — середине 1950-х годов.
Баядерки могли быть как с короткими, так и с длинными рукавами, иногда украшались воротничком — при этом кофточка обязательно носилась так, чтобы грудь была обтянута, а её верхняя часть (декольте) оставалась открытой.
В Советскую Россию мода на эти вязаные кофточки пришла из Европы, где практичная и удобная одежда из качественного трикотажа вошла сначала в спортивный, а затем и в повседневный гардероб элегантной женщины с подачи модельеров Эльзы Скиапарелли и Габриэль Шанель. В СССР баядерки вязались из гаруса, более дорогие и качественные – из вигони и считались нарядной и желанной деталью гардероба.
Русское название дано по отдалённой ассоциации с облегающей кофточкой «чоли» индийских танцовщиц-баядерок, известных в России в первую очередь благодаря театральным постановкам. 
Хотя известный классический балет с таким названием был впервые поставлен в Петербурге Мариусом Петипа в 1877 году, название кофточки-баядерки связано, судя по времени появления, с новинкой 1920-х годов — опереттой Имре Кальмана «Баядера», премьера которой состоялась в Вене в 1921 году, а в Москве, под названием «Баядерка», — в марте 1923 года, в частном театре Музыкальной комедии.